# José Ortega Spottorno
José Ortega Spottorno (Madrid, 13 de noviembre de 1916-Madrid, 18 de febrero de 2002) fue un editor y escritor español, fundador de Alianza Editorial (1966) y del diario El País (1976).

## Biografía
Hijo de José Ortega y Gasset, fue un hombre de espíritu liberal y laico. Estudió en el Instituto Escuela, vinculado a la Institución Libre de Enseñanza. Ante la guerra civil española marchó al exilio a París junto con su familia. Regresó a España para unirse al bando sublevado y evitar, según dijo, quedarse fuera de España. A partir de 1939, reanudó las ediciones de Revista de Occidente, a la vez que estudiaba para ingeniero agrónomo y daba clases de Matemáticas, y en 1966 la publicación del mensual de mismo nombre que fundara su padre.
En 1949 se casó con Simone Klein (más conocida como Simone Ortega, autora del famoso 1.080 recetas de cocina) y tuvo tres hijos, José, Inés y Andrés. Creó Alianza Editorial en 1966 y su libro de bolsillo con el ánimo de acercar las grandes obras al mayor público posible. Fundó la empresa Prisa, y el diario El País, una de sus más apreciadas ambiciones, dado que provenía de una familia donde, desde sus abuelos, habían estado vinculados con periódicos como El Imparcial y  El Sol. Fue presidente de honor de El País hasta su muerte, apoyándose en Jesús de Polanco y Juan Luis Cebrián para su éxito.
Fue senador por designación real en la legislatura constituyente de 1977-1979.
Además de articulista y ganador del Premio González Ruano de Periodismo en 1989, fue autor de varios libros de memorias, novelas y relatos, entre los que destacan El área remota, novela de 1986; Amores de Cinco Minutos; Relatos en Espiral: Historia probable de los Spottorno (1992); y Los Ortega, obra póstuma.